# Michael Fritz Schumacher

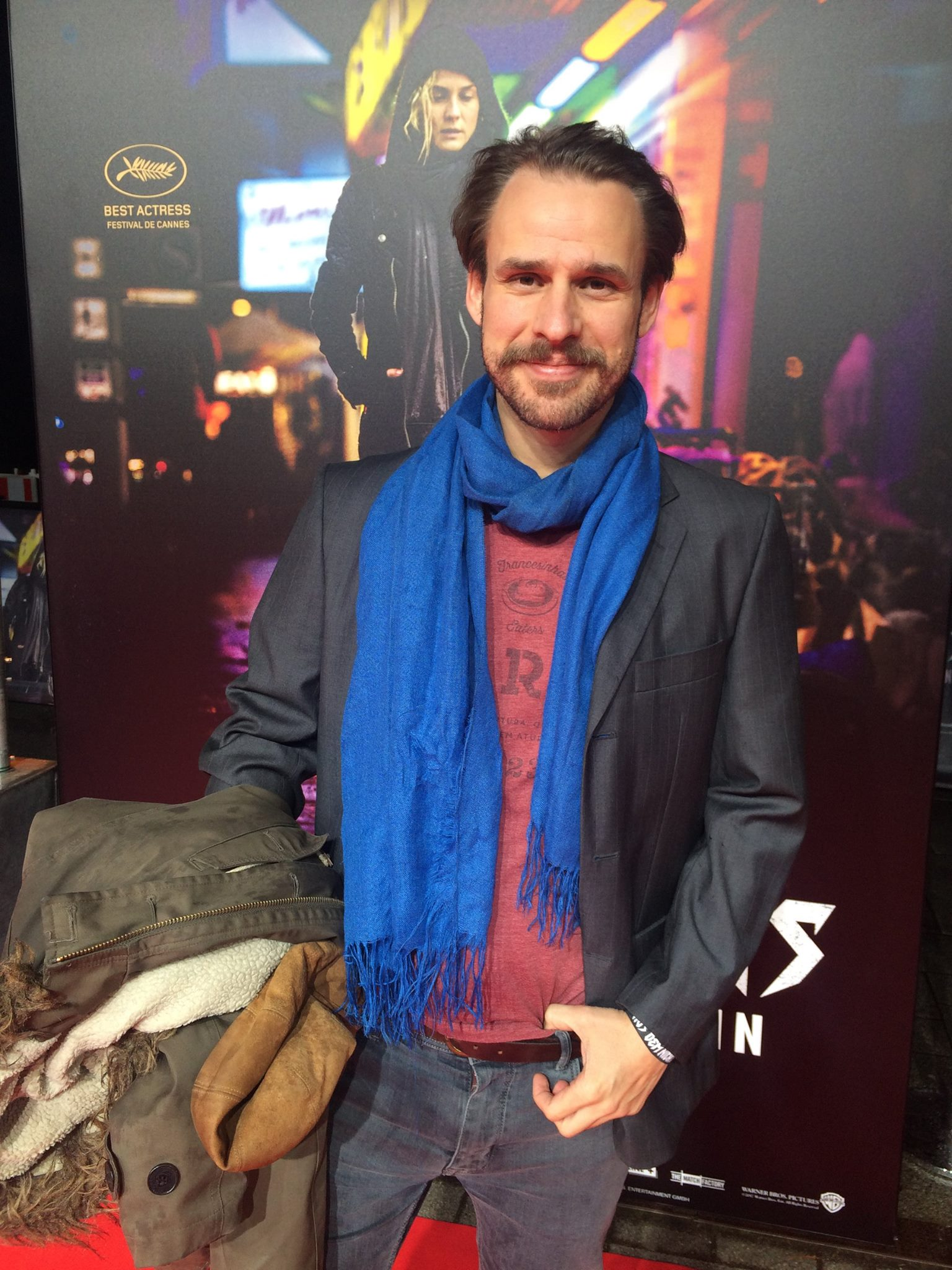
2018, Kino-Premiere Aus dem Nichts, Hamburg-Dammtor

Michael Fritz Schumacher (* 15. Januar 1982 in Hamburg) ist ein deutscher Schauspieler.

## Leben

### Ausbildung und Theater
Michael Schumacher wurde im Stadtteil Eimsbüttel geboren. Als Jugendlicher stand er zum ersten Mal im Thalia Theater und im Deutschen Schauspielhaus auf der Bühne. Als er mit 17 für ein Jahr nach Großbritannien zog, wunderte er sich, dass er mit einem Rennfahrer verwechselt wurde und viele Briten denken, ein Hamburger sei was zu essen.
Von 2004 bis 2008 absolvierte er eine Schauspielausbildung an der Universität der Künste in Berlin. Dort wurde er unter anderen von Sabine Herken, Harald Clemen, und Vicco von Bülow unterrichtet.
Während seiner Ausbildung hatte er verschiedene Theaterengagements in Berlin. Außerdem trat er im UNI.T, dem Theater der Universität der Künste Berlin, in mehreren Schauspielproduktion auf, als Ferdinand in Kabale und Liebe (2005), als Romeo in Romeo und Julia (2007), jeweils in Inszenierungen von Gerd Wameling, und als Jean in Fräulein Julie (2007) auf.

### Film und Fernsehen
Erste Erfahrungen vor der Kamera machte Schumacher in dem Kinofilm Operation Walküre – Das Stauffenberg-Attentat (2008) von Bryan Singer noch während seiner Zeit als Schauspielstudent. In der ARD-Serie Türkisch für Anfänger hatte er eine wiederkehrende Serienrolle als Agenturmitarbeiter Christopher. Es folgen weitere Rollen u. a. in mehreren Wilsberg Folgen, Ostfriesen und Spreewaldkrimi, sowie in Serien wie Großstadtrevier, Hubert ohne Staller, Der Bergdoktor, Nord Nord Mord und großen TV-Mehrteilern wie Der Fall Barschel von Kilian Riedhof, Der Mordanschlag, von Miguel Alexandre oder die europäische Koproduktion Age of Iron.
Außerdem ist Schumacher als Sprecher für Hörspiele aktiv, unter anderem für Deutschlandradio und Deutschlandradio Kultur oder dem NDR.

### Hinter der Kamera
Neben der Schauspielerei realisierte Schumacher eigene Stoffe. 2015 produzierte er auf Englisch den Independentfilm Cord, ein postapokalyptischer Science-Fiction-Film, mit einem internationalen Team. Der Film lief weltweit auf verschiedenen Festivals. 2017 feierte der Kurzfilm Un bel di Vedremo auf den Internationale Hofer Filmtage Premiere.
2020 premierte die Comedy-Serie Für umme auf Amazon Prime. Für umme gewann zahlreiche Preise und bekam gute Kritiken.

## Filmografie (Auswahl)
- 2003: Alphateam – Die Lebensretter im OP (Fernsehserie)
- 2008: Die Eisbombe
- 2008: Finnischer Tango
- 2008: Operation Walküre – Das Stauffenberg-Attentat
- 2008: Türkisch für Anfänger (Fernsehserie)
- 2009: In aller Freundschaft – Im Alleingang (Fernsehserie)
- 2009: Die Wölfe (Fernsehmehrteiler)
- 2009: Der Stinkstiefel (Fernsehfilm)
- 2009: Wilsberg: Oh du tödliche… (Fernsehreihe)
- 2010: SOKO Wismar – Stich ins Herz (Fernsehserie)
- 2010: Meine wunderbare Familie – ...auf neuen Wegen (Fernsehreihe)
- 2010: Wilsberg: Bullenball (Fernsehreihe)
- 2011: Vater, Mutter, Mörder (Fernsehfilm)
- 2012: Im Alleingang – Die Stunde der Krähen (Fernsehfilm)
- 2012: Der Gründer
- 2012: Der Samurai
- 2013: Der Teufel mit den drei goldenen Haaren (Fernsehfilm)
- 2014: Küstenwache – Ende einer Seemannstaufe (Fernsehserie)
- 2015: Der Staatsanwalt – Bunga Bunga (Fernsehserie)
- 2015: Der Fall Barschel (Fernsehfilm)
- 2016: Schloss Einstein (Fernsehserie)
- 2016: Nur nicht aufregen! (Fernsehfilm)
- 2017: Friesland: Krabbenkrieg (Fernsehreihe)
- 2017: Großstadtrevier – Oma Helmut (Fernsehserie)
- 2017: Familie Dr. Kleist – Neue Nähe (Fernsehserie)
- 2018: Der Mordanschlag (Fernsehzweiteiler)
- 2019: In aller Freundschaft – Die jungen Ärzte – Geänderte Vorzeichen (Fernsehserie)
- 2019: Patchwork Gangsta (Fernsehserie)
- 2019: Trolls World – Voll vertrollt! (Kinofilm)
- 2020: Fritzie – Der Himmel muss warten – Krieg und Frieden (Fernsehserie)
- 2020: SOKO Leipzig – Tod im Angebot (Fernsehserie)
- 2020: Für umme (Fernsehserie, Amazon Prime)
- 2022: Die Rosenheim-Cops – Das Wasser zum Glück (Fernsehserie)
- 2022: Kolleginnen – Das böse Kind
- 2023: Lena Lorenz: Schicksalsschlag (Fernsehreihe)
- 2023: Ostfriesenfeuer

## Auszeichnungen
- 2016: „Grand Prix“ beim Palmares Mauvais Genre Festival für Cord
- 2016: „Best Film“ beim Ravenna Nightmares für Cord
- 2019: „Best Actor“ bei den New York Film Awards für Für umme
- 2019: „Best Webseries“ beim Los Angeles Independent Filmfestival für Für umme
- 2020: „Beste Serie“ auf dem Webfest Berlin für Für umme
- 2021: „Bester Hauptdarsteller“ beim Festival für Für umme
- 2021: Nominierung „Beste Miniserie“ beim Internationalen Filmfest Köln für Für umme